# Proclitus zonatus
Proclitus zonatus är en stekelart som först beskrevs av Johann Ludwig Christian Gravenhorst 1829.  Proclitus zonatus ingår i släktet Proclitus, och familjen brokparasitsteklar. Arten är reproducerande i Sverige.